# Stiftung Zürcher Kunsthaus
Die Stiftung Zürcher Kunsthaus ist die Eigentümerin der Liegenschaften des Kunsthauses Zürich. Sie wurde 1954 gründet. Die Stiftung überlässt die Gebäude dauernd und kostenlos dem Trägerverein des Museums, der Zürcher Kunstgesellschaft zur Nutzung. Zudem ist sie verantwortlich für die Erstellung und den Unterhalt der Liegenschaften sowie für Vermietungen von Räumlichkeiten des Kunsthauses. Präsident der Stiftung ist Kaspar E. A. Wenger. Von der Stadt Zürich erhält sie für die Instandhaltung der Gebäude einen jährliche Beitrag von 4,88 Millionen Schweizer Franken.